# Улица Фомичёвой
Улица Фомичёвой — улица в районе Северное Тушино СЗАО города Москвы.

## История названия
Улица названа в 1965 году в честь героя Советского Союза летчицы К. Я. Фомичёвой, которая в годы Великой Отечественной войны командовала эскадрильей женского бомбардировочного полка Марины Расковой. До войны Клавдия Яковлевна Фомичёва проживала в Тушине.

## Описание улицы
Улица берет начало от улицы Свободы, далее проходит в западном направлении до пересечения с улицей Героев Панфиловцев. Протяжённость улицы 880 метров. Нумерация домов, которых на улице насчитывается 42 штуки, начинается от улицы Свободы.
Улица предназначена как для пешеходов, так и для движения транспорта. Проезжая часть рассчитана на двустороннее движение, по одной полосе в каждую сторону. Имеет нанесённую дорожную разметку, по обе стороны от проезжей части улица имеет тротуары для пешеходов.
В планах Москвы строится автомобильный мост через Химкинское водохранилище, начинающийся с ул. Фомичёвой до Беломорской улицы.

## Транспорт
Ближайшие станции метро: «Планерная» и «Сходненская».
По улице организовано движение общественного транспорта, представленного автобусами, следующими по маршрутам от станций метро Планерная и Сходненская, Братцево до станций метро Речной вокзал, Тушинская, железнодорожной станции Тушино, а также в Куркино, Мякинино и Химки. До осени 2010 года по улице следовал специальный автобус до торгово-развлекательного центра МЕГА в Химках.

## На улице расположены
На чётной стороне
- № 8 магазин ПХМ с пекарней
- № 8 к. 2 ЖСК "Истра"
- № 10 к. 1 — магазин «Ёрш» (овощи-фрукты)
- № 10 — магазин «Пятёрочка»
- № 12 к. 1 — Школа эйдетики (Центр развития образной памяти)
- № 12 к. 2 — детский сад № 1860 (для детей с задержкой психического развития)
- № 16 к. 4 — детский сад № 1452
- № 16 к. 6 — ЖСК «Карпаты»

На нечётной стороне
- № 1 — аптека «36,6» (сайт)
- № 1/1 — лицей № 1571 (бывшая школа № 818)
- № 1"А" — универсам «Диксика»
- № 5 — школа специальная коррекционная № 833 (для детей с задержкой психического развития)
- № 5 к. 1 — школа № 172
- № 5 к. 2 — магазин «РБ Косметикс» (сайт. Архивировано из оригинала 26 июня 2009 года.)
- № 7 к. 2 — совет ветеранов ВОВ и труда района Северное Тушино
- № 13 — магазин спецодежды «Химкомплектзащита» (сайт)
- № 13 к. 1 — универсам «Диксика»

## Зона отдыха
На пересечении улицы Фомичёвой с улицей Героев Панфиловцев обустроен сквер для тихого отдыха. Работы по благоустройству прошли здесь в 2018 году. Пространство сделано тематическим и посвящено боевой славе Клавдии Фомичёвой и панфиловцев. Так, в сквере находятся информационные стенды, рассказывающие о подвигах героев Великой Отечественной войны, а также мемориальный камень, на месте которого планируется возвести памятный знак Фомичёвой. Кроме того, одна из лавок в зоне отдыха выполнена в форме трехлопастного винта, что отсылает к самолету Пе-2, на котором летала Клавдия Яковлевна.